# Naval Diving and Salvage Training Center
Das Naval Diving and Salvage Training Center (NDSTC) in Panama City, Florida, ist die größte Tauchausbildungseinrichtung der Welt. Jährlich werden hier über 1600 Taucher aus verschiedenen Diensten der US-Streitkräfte ausgebildet, darunter Kampftaucher des Marine Corps, Pararescue-Operatoren der US Air Force, Tiefseetaucher der Navy („Hard Hat Divers“) und Techniker für die Beseitigung von Sprengstoffen (Explosive Ordnance Disposal, EOD). Das NDSTC ist der einzige Ausbildungsort für viele spezialisierte Taucher und Unterwassertechniker.

## Ausbildung und Spezialisierungen
Die Ausbildung am NDSTC umfasst alle Aspekte des militärischen Tauchens und der Bergung unter Wasser. Dies schließt das Tiefseetauchen, Unterwassersprengungen, Tauchsicherheit und Bergungsoperationen ein. Die Kursteilnehmer werden sowohl physisch als auch geistig gefordert und lernen, in extremen Unterwasserumgebungen zu operieren, oft mit schwerer und sperriger Tauchausrüstung. Zu den wesentlichen Bestandteilen der Ausbildung gehören theoretische Fächer wie die Gasgesetze, Tauchmedizin, die Bedienung von Druckkammern, Bergungsmathematik und spezifische Bergungstechniken.
Ein besonders gefährlicher Teil der Ausbildung betrifft den Umgang mit Unterwassersprengungen. Laut dem kommissarischen Sicherheitsbeauftragten des NDSTC, Michael Petty, führt die Einrichtung jährlich Trainings mit fast 450 Kilogramm hochexplosivem Sprengstoff durch und hält dabei eine makellose Sicherheitsbilanz. Ein weiterer Risikofaktor ist das Tauchen selbst, da die Taucher manchmal Hunderte von Metern tief in den Tauchbecken des NDSTC absteigen, darunter in der Aquatic Training Facility, einem Schulungstank mit einem Fassungsvermögen von fast vier Millionen Litern.

## Navy Experimental Diving Unit (NEDU)
Das NDSTC beherbergt auch die Navy Experimental Diving Unit (NEDU), eine der weltweit renommiertesten Forschungseinrichtungen für Tauchtechnologie und Tauchsicherheit. Die NEDU wurde 1912 in Brooklyn, New York, gegründet, zog 1927 in das Washington Navy Yard um und wurde schließlich 1975 nach Panama City verlegt. Die NEDU ist verantwortlich für das US Navy Dive Manual, das als maßgebliches Standardwerk für militärisches, kommerzielles und ziviles Tauchen weltweit gilt.

## Historische Bedeutung
Seit der Fertigstellung des NDSTC im Jahr 1980 haben Tausende von ausgewählten US- und internationalen Studenten aller Teilstreitkräfte Ausbildungen in den Bereichen Tauchen und Schiffsbergung erhalten. Ein Meilenstein in der Geschichte der Tauchausbildung war 1973, als Kati Garner die erste Frau war, die die US Navy Diving School erfolgreich abschloss. Sie absolvierte das Scuba-Taucherprogramm, was einen wichtigen Schritt in der Öffnung dieser Eliteausbildung für Frauen markierte.

## Akademische und praktische Herausforderungen
Neben der physischen Ausbildung werden den Studenten im NDSTC umfangreiche theoretische Kenntnisse vermittelt. Themen wie Tauchmedizin, Druckkammeroperationen und Bergungstechniken sind grundlegende Bestandteile des Lehrplans. Die Ausbildung erfordert von den Teilnehmern ein hohes Maß an Engagement und Disziplin, da die Anforderungen sowohl im Klassenzimmer als auch im praktischen Taucheinsatz anspruchsvoll sind. Die Tauchschüler müssen verschiedene Aufgaben in der Unterwasserumgebung bewältigen, die ihre Fähigkeit testen, unter schwierigen und oft feindlichen Bedingungen zu arbeiten.